# Trofeo Federale 2003
Il Trofeo Federale 2003 è stato la 18ª edizione di tale competizione, e si è concluso con la vittoria del Pennarossa, al suo primo titolo.

## Risultati
- Semifinali - 9 settembre 2003

A)  Pennarossa -  Libertas 3 - 0
B)  Domagnano -  Virtus 1 - 0 (0 - 3 a tavolino per posizione irregolare di due giocatori del Domagnano)
- Finale - 1º ottobre 2003

C)   Pennarossa -  Virtus 3 - 1